# Tik, tik… Bum!
tik, tik… BUM! (ang. Tick, Tick... Boom!) – musical stworzony w 1990 roku przez amerykańskiego kompozytora Jonathana Larsona i zaadaptowany w 2001 roku przez Davida Auburna, na podstawie kilku wersji scenariusza autorstwa Larsona. Fabuła dotyczy kompozytora Jonathana, który żyje w latach 90. XX wieku w Nowym Jorku. Tuż przed ukończeniem 30. roku życia sfrustrowany Jon ma wątpliwości, czy jego poświęcenie w napisaniu dzieła życia, broadwayowskiego musicalu, jest warte poświęceniu relacji z bliskimi mu osobami. 
Pierwotna wersja musicalu stworzona przez Larsona była wystawiana przez niego samego w latach 1990–1993 w formie monologu pod tytułem „30/90”, a następnie „Boho Days” i „Tick, Tick... Boom!”. Monolog zawierał wątki autobiograficzne m.in. styl życia głównego bohatera i musical „Superbia”, nad którym Larson pracował w latach 1983–1990. David Auburn zaadaptował monolog Larsona w spektakl dla trzech aktorów wcielających się w trzy główne postacie – Jona, jego przyjaciela Michaela i dziewczyny Susan (oraz kilku postaci trzecioplanowych odgrywanych przez tych samych trzech aktorów).
W 2021 roku powstała adaptacja filmowa musicalu Tick, tick... Boom! w reżyserii Lin-Manuela Mirandy.
Polska prapremiera musicalu miała miejsce 18 listopada 2023 roku na Novej Scenie Teatru Muzycznego „Roma”.

## Główne postacie
| Postać | Płeć | Rola         | Obsada premierowa Off-Broadway |   |                 |              |
| --- | ---- | ------------ | ------------------------------ | - | --------------- | ------------ |
| Postać | Płeć | Rola         | Jonathan (Jon)                 | M | pierwszoplanowa | Raúl Esparza |
| Michael oraz role trzecioplanowe: klient restauracji, tata Jonathana, pracownicy w biurze Michaela, sprzedawca słodyczy, Rosa Stevens | M    | drugoplanowa | Jerry Dixon                    |   |                 |              |
| Susan oraz role trzecioplanowe: klientka restauracji, Rosa Stevens, mama Jonathana, sekretarka, Judy Wright, Karessa Johnson          | K    | drugoplanowa | Amy Spanger                    |   |                 |              |

## Lista utworów

### Utwory w wersji angielskiej
Źródło:
| 1. 30/90 – Jon, Michael, Susan 2. Green Green Dress – Jon i Susan 3. Johnny Can't Decide – Jon, Susan, Michael 4. Sunday – Jon i klienci restauracji 5. No More – Michael i Jon 6. Therapy – Jon i Susan 7. Real Life – Michael i reszta 8. Sugar – Jon, Karessa, sprzedawca słodyczy 9. See Her Smile („Real Life” reprise) – Jon i reszta 10. Superbia Intro 11. Come to Your Senses – Karessa 12. Why – Jon 13. 30/90 (reprise) – Jon 14. Louder Than Words – Zespół |

## Produkcje na świecie

### Produkcja polska
Polska prapremiera „tik, tik… BUM!” odbyła się 18 listopada 2023 roku na deskach Novej Sceny Teatru Muzycznego „Roma” w Warszawie. Liberetto i teksty piosenek zostały przetłumaczone na język polski przez Michała Wojnarowskiego, reżyserem spektaklu został Wojciech Kępczyński.
W obsadzie musicalu „tik, tik… BUM!” w Teatrze Muzycznym „Roma” występowali:
- Jon – Marcin Franc, Maciej Pawlak
- Michael – Maciej Dybowski, Piotr Janusz
- Susan – Anastazja Simińska, Maria Tyszkiewicz